# Camenca, Glodeni
Camenca este satul de reședință al comunei cu același nume  din raionul Glodeni, Republica Moldova. Suprafața comunei este de 37,40 km2, satul Camenca - 2,10 km2. Din componența comunei fac parte 4 localități: Butești, Molești, Brânzeni, Camenca.

## Istorie
Specificul localității: comuna Camenca este situată pe apa râul Camenca care face parte din categoria râurilor mici, cu o lungime de 99 km. Izvorul râului își ia începutul în apropierea s. Boresenii Noi, r. Râșcani  și se varsă în r. Prut pe teritoriul comunei Balatina. Râul Camenca șerpuiește în zona comunei Camenca printre toltrele de recife coralieri care sunt cele mai la sud  în zona localității noastre. După cum șerpuiește râul Camenca așa sunt așezate și localitățile comunei Camenca.
Satul Camenca este atestat pentru prima dată în anul 1604. După legenda se spune că locul unde este  satul era moșia mănăstirii Golia din Iași, moșie care a fost dăruită de domnitorul Moldovei Vasile Lupu. În defileul format pe râul Camenca de stânci locul numit „Între stânci” este locul numit „Lucăceni” unde a fost așezat pentru prima dată s. Camenca. Satul era departe de apă și oamenii s-au strămutat mai la vale pe apa Camencii pe locul actual. Satul fiind așezat pe râul Camenca i s-a dat denumirea de Camenca. Vatra veche a satului se mai vede și astăzi mai ales primăvara când pământul este arat se observă pătratele de culoare galbenă pe locurile unde cândva au fost construite casele. Primele familii care au venit au fost: Albot, Camerzan.
Satul Brînzeni este atestat în anul 1817. A fost înființat pe moșia boierilor Ciugureanu și Bantoș. Din spusele bătrânilor  au venit din s. Brînzeni, r. Edineț, ceea ce se confirmă prin spusele bătrânilor care în perioada interbelică plecau la sărbători în s. Brânzeni din Edineț. Acest lucru este confirmat și prin numele familiilor din ambele sate: Turchină, Morari, Gurău, Popescu, Râmbu, Mașnicu.
Satul Butești a fost atestat pentru prima dată la 28 iunie 1637. Este așezat pe apa râul Camenca unde se află și Aria naturală protejată de Stat „ Cheile Butești” numit și „stânca” cu suprafață de 110 ha care este un recif coralier prin care râul Camenca a săpat un defileu. În această stâncă este o grotă și o peșteră de care este legat și denumirea satului. Se spune că turcii au ascuns în peșteră o ladă cu aur. Un oarecare boier Butescu a venit mai târziu auzind de acest lucru cu o seamă de oameni au găsit lada au împărțit aurul. O parte din oameni au rămas crezând că vor mai găsi ceva aur. În cinstea conducătorului lor au denumit satul Butești cum a rămas până azi.

## Demografie

### Structura etnică
Structura etnică a satului conform recensământului populației din 2004:
| Grup etnic         | Populație | % Procentaj |
| ------------------ | --------- | ----------- |
| Moldoveni / Români | 1.200     | 98,61%      |
| Ucraineni          | 8         | 0,66%       |
| Ruși               | 6         | 0,49%       |
| Găgăuzi            | 1         | 0,08%       |
| Alții              | 2         | 0,16%       |
| Total              | 1.221     | 100%        |

## Sistemul de sănătate
Populația comunei Camenca este deservită de Centrul de sănătate s. Cobani și două puncte medicale în s. Camenca și s. Butești.

## Învățământ
În comuna Camenca activează 1 gimnaziu, o școală primară și 2 grădinițe:
- gimnaziul „Vasile Coroban” s. Camenca;
- școala primară s. Butești;
- grădinița s. Camenca;
- grădinița Butești-Brînzeni.

## Cultură
În comuna Camenca sunt două Case de Cultură și un Cămin Cultural, trei biblioteci publice, trei monumente pentru comemorarea Eroilor Neamului.
Obiective turistice: Reciful coralier „Cheile Butești cu o suprafață de 52 ha, arie naturală  protejată de stat, grota Butești.
Hramul satului:
- s. Camenca, Hramul „Sfânta cea întocmai cu Arhanghelii Maria – Magdalena”- 04 august

- s. Brînzeni, Hramul „Arhanghelul Mihail și Gavril”

- s. Butești și s. Molești Hramul „Duminica Mare”, se sărbătorește după sărbătoarea Sfintelor Paști după 40 de zile.

## Personalități marcante
Din Camenca 
- Vasile Coroban (1910-1984), istoric și critic literar
- Vitalie Coroban, pictor ( https://www.artmajeur.com/en/artist/coroban )
- Viorica Bolocan (n. 1952) (născută Coroban), doctor în pedagogie, dir. adj. Liceul Academic Român-Englez ”Mircea Eliade”.

Din Brînzeni
- Stepan Mașnicu (1952-2016), doctor în fizica nucleară, a lucrat la Universitatea din Columbia S.U.A.
- Tamara Martea (n.1960), doctor habilitat în științe economice, profesor la la Institutul de Economie și Planificare din Moscova
- Viorica Goraș-Postică (n. 1965), doctor habilitat în științe pedagogice, profesor la Universitatea de Stat din Moldova, vicepreședintă și co-fondatoare a Centrului Educațional PRO DIDACTICA din Chișinău
- Alexei Guțu (n. 1974), doctor în drept, decan la Universitatea de Educație Fizică și Sport din Chișinău

Din Butești:
- Bogdan Damian Petru (1907 – 1991), doctor în științe filologice, București,(România)
- Batr Dumitru Grigore (n.1927) ,doctor habilitat în științe chimice, mun. Chișinău.
- Ianachevici Alexandru Nicolae (n.1939) – doctor în științe geografice, or. Tiraspol
- Olimid Virgil Feona (n.1939 din părinți buteșteni) – doctor în științe biologice, Craiova (România)
- Junghină Petru Damian (1949-1999 din părinți buteșteni) – doctor în științe medicale, mun. Chișinău
- Coroi Eugen Tudor (n.1950), doctor în științe pedagogice, mun. Chișinău
- Smerea Mihail Vladimir ( n.1951) – doctor în științe teologice, mun. Chișinău
- Popa Gheorghe Dumitru (n.1952) – doctor în științe biologice, or. Bălți
- Ciubotaru Valentin Vasile (n.1955), doctor în științe agricole, mun. Chișinău
- Bogdan Valeriu Gheorghe (n.1956), doctor în științe biologice, mun. Chișinău
- Cotelea (Zuzu) Tamara Mihai (n.1959), doctor în științe farmaceutice, mun. Chișinău
- Fală Anatolie Mihai (n.1972), doctor în științe agricole, mun. Chișinău

## Religie
În comună sunt trei biserici: una în satul Camenca care a fost construită pe locul celei vechi de lemn în anul 1993 – preot Soroceanu Igor soție Soroceanu Rita (copii:Nona,Eva,Maria-Magdalena) alta - în satul Brînzeni, construită în anii 2005-2010, cu hramul Arhanghelilor Mihail și Gavriil și păstorită de același preot. A treia este în satul Butești a fost construită în anul 1856 - preot Scobiola Sergiu.